# 奧克帕克 (密歇根州)
奧克帕克（英語：Oak Park）是一個位於美國密歇根州奧克蘭縣的城市。

## 人口
根據2020年美國人口普查的數據，奧克帕克的面積為13.33平方千米，當中陸地面積為13.33平方千米，而水域面積為0.00平方千米。當地共有人口29560人，而人口密度為每平方千米2,218人。